# Scaptomyza inermis
Scaptomyza inermis är en tvåvingeart som beskrevs av Hardy 1965. Scaptomyza inermis ingår i släktet Scaptomyza och familjen daggflugor. Inga underarter finns listade i Catalogue of Life.